# Robin Dixon
Robin Dixon (anglès: Robin Dixon, 3. Baron Glentoran)  (Londres, 21 d'abril de 1935), 3r Baró de Glentoran CBE, és un pilot de bob i polític anglès, ja retirat, que va competir durant la dècada de 1960.
Estudià a l'Eton College i la Universitat de Grenoble. Un cop finalitzats els estudis serví als Grenadier Guards entre 1954 i 1966, incloent la participació a l'Emergència de Xipre.
El 1964 va prendre part en els Jocs Olímpics d'Hivern d'Innsbruck, on disputà les dues proves del programa de bob. Guanyà la medalla d'or en la prova del bobs a dos, formant equip amb Anthony Nash, mentre en el bobs a quatre finalitzà en dotzena posició. Quatre anys més tard, als Jocs de Grenoble, fou cinquè i vuitè en les mateixes proves. En el seu palmarès també destaquen una medalla d'or i dues de bronze al Campionat del món de bob.
Un cop retirat de la pràctica esportiva va mantenir la seva relació amb l'esport: va ser president del jurat als Jocs Olímpics d'Hivern de 1976, i entre d'altres càrrecs ha estat president de l'Associació britànica de Bobsleigh des de 1987.
Dixon es va retirar de l'exèrcit el 1966 amb el rang de major per entrar a treballar a la Kodak com a relacions públiques. El 1971 es va incorporar a les empreses nord-irlandeses, Redland Tile i Brick Ltd, que va constituir en una filial de Redland plc, de la qual arribà a ser el director general. El 1983 va ser nomenat High Sheriff d'Antrim.
A la mort del seu pare, segon baró de Glentoran, el 1995, Dixon va heretar el títol. Lord Glentoran fou un dels 92 peers hereditaris que es mantenen a la Cambra dels Lords després de la House of Lords Act 1999, i ocupà la bancada Conservadora fins que es retirà l'1 de juny de 2018.